# Escoubès
Escoubès település Franciaországban, Pyrénées-Atlantiques megyében. Lakosainak száma 424 fő (2022. január 1.). Escoubès Barinque, Coslédaà-Lube-Boast, Monassut-Audiracq, Riupeyrous és Sévignacq községekkel határos.

## Népesség
A település népességének változása:
| Lakosok száma | 375  | 395  | 411  | 411  | 419  | 425  | 427  | 433  | 424  |
|               | 2013 | 2015 | 2016 | 2017 | 2018 | 2019 | 2020 | 2021 | 2022 |